# Капкан, Георгий Евдокимович
Гео́ргий (Ю́рий) Евдоки́мович (Евге́ньевич) Капка́н (укр. Гео́ргій (Ю́рій) Євдоки́мович Капка́н) (1883 — ???) — офицер Русской императорской армии, в 1917—1919 годах — военный деятель Украинской народной республики, полковник армии УНР.

## Биография
Из крестьян Подольской губернии, православного вероисповедания.
Общее образование получил в Гайсинском 2-х классном городском училище.

### Служба в Русской императорской армии
30 апреля 1904 года поступил на военную службу юнкером Чугуевского пехотного юнкерского училища, полный курс которого окончил в 1906 году по 1-му разряду.  24 марта 1906 года произведен в подпоручики (со старшинством с 22.04.1905) и назначен в 311-й пехотный Челябинский полк (г. Уфа). Через месяц, 31 мая 1906 года, был переведен в 231-й Котельничский резервный батальон (г. Вятка), а 02.09.1910 — в 193-й пехотный Свияжский полк (г. Вятка), сформированный из 229-го (Свияжского), 231-го (Котельничского), 235-го и 236-го резервных батальонов.
20 октября 1909 года произведен в поручики (со старшинством с 22.04.1909). В июле 1911 года окончил курс Главной гимнастическо-фехтовальной школы в Санкт-Петербурге. 25 ноября 1913 года произведен в штабс-капитаны (со старшинством с 22.04.1913). С декабря 1913 — начальник пулемётной команды полка.
На 1913 год — женат, детей нет; на 1914 год — вдов, детей нет.
Участник Первой мировой войны. 
В июле 1914 года в составе своего полка выступил на австрийский фронт, участвовал в Галицийской битве и в последующих боях. Был 5 раза ранен: 30.08.1914 — у с. Медведовцы (эвакуирован в лазарет), 30.09.1914 (остался в строю), 24.01.1915 (остался в строю), 15.03.1915 — у с. Здыня (эвакуирован в г. Вятку, три месяца лечился в госпитале №1), 29.08.1915 — ранен и контужен (эвакуирован в г. Вятку, лечился в госпитале №2 по март 1916). В годы войны за боевые отличия и усердную службу был награждён 5-ю орденами.
В марте 1916, после госпиталя, направлен в Ораниенбаум, в 1-й запасной пулемётный полк, к которому был впоследствии прикомандирован и продолжал в нём службу. 16.04.1916 произведен в капитаны (со старшинством с 19.07.1915), 13.01.1917 — в подполковники (со старшинством с 01.01.1916).
В апреле 1917 переведен из 193-го пехотного Свияжского полка в 471-й пехотный Козельский полк (см. ПАФ 14.04.1917, стр. 12), был прикомандирован к 4-му пулеметному запасному полку (г.  Саратов). Командовал батальоном. Автор 5-ти пособий и наставлений по пулемётному делу.
После Февральской революции1917 года принял активное участие в демократических преобразованиях в армии и в украинском национальном движении.
В мае 1917 был делегатом на I-м Всеукраинском войсковом съезде в Киеве (от военнослужащих-украинцев Саратовского гарнизона). На съезде был избран в его президиум, затем — в члены Украинского генерального войскового комитета (УГВК), председателем которого был С. В. Петлюра.
В июле 1917 за невыполнение приказов армейского командования был задержан и находился в Киеве под следствием.
16 сентября 1917 года Георгий Капкан был назначен Временным Правительством России командующим сформированного в Киеве Украинского Богдана Хмельницкого пехотного полка — украинизированной воинской части вооружённых сил Российской республики.
Подполковник Капкан — автор первого украинского войскового устава  (укр.) «Статут стройової служби», изданного и введённого в действие в 1918 году.

### Служба в украинской армии
20–31 октября (2–12 ноября) 1917 года принимал участие в работе III-го Всеукраинского военного съезда в Киеве. Был избран в состав украинской Центральной рады. В ноябре 1917 назначен начальником создаваемой 1-й Сердюцкой дивизии (вскоре расформированной) и «командующим всеми украинскими войсками для обороны Украины от наступления армии Совета Народных Комиссаров».
После захвата Киева красногвардейскими отрядами Муравьёва — с февраля по март 1918 года — находился на нелегальном положении (скрывался). С приходом германцев и созданием Украинской державы поступил на службу в украинскую армию. С августа 1918 — командующий 1-м железнодорожным полком армии Украинской державы; подполковник.
В ноябре 1918 перешёл на сторону Директории УНР. С декабря 1918 — инспектор железнодорожно-технических войск армии УНР, с июня 1919 — инспектор пехоты армии УНР. В 1919 году — полковник армии УНР.
На 21.11.1919 — начальник офицерского резерва действующей армии УНР; находился в войсках, в селе Кузьмин (Подольская губерния).
Дальнейшая судьба Георгия Капкана неизвестна.

## Награды
- Медаль «В память 300-летия царствования дома Романовых» (1913)
- Орден Святого Станислава III степени (с 06.12.1913; ВП от 18.02.1914, стр. 11)
- Орден Святой Анны IV степени с надписью «За храбрость» (утв. ВП от 13.03.1915)
- Орден Святого Владимира IV степени с мечами и бантом (ВП от 21.05.1915)
- Орден Святой Анны III степени с мечами и бантом (утв. ВП от 04.10.1916)
- мечи и бант к ордену Святого Станислава III степени (утв. ВП от 10.08.1916)
- Орден Святого Станислава II степени (с 06.12.1916; ВП от 13.01.1917)